# Вурнарка
Вурна́рка (чув. Вӑрӑмар) — река в России, протекает в Вурнарском районе Чувашской Республики. Левый приток реки Малый Цивиль.

## Название
Происходит от чув. вӑрӑм – «длинный» и ар – «проточный овраг»

## География
Река Вурнарка берёт начало в лесу. Течёт на восток вдоль южной окраины посёлка Вурнары. Устье реки находится в 110 км по левому берегу реки Малый Цивиль. Длина реки составляет 10 км, площадь водосборного бассейна — 17,2 км².

## Данные водного реестра
По данным государственного водного реестра России относится к Верхневолжскому бассейновому округу, водохозяйственный участок реки — Цивиль от истока и до устья, речной подбассейн реки — Волга от впадения Оки до Куйбышевского водохранилища (без бассейна Суры). Речной бассейн реки — (Верхняя) Волга до Куйбышевского водохранилища (без бассейна Оки).
Код объекта в государственном водном реестре — 08010400412112100000315.